# Nagysebességű billenőszekrényes vonatok

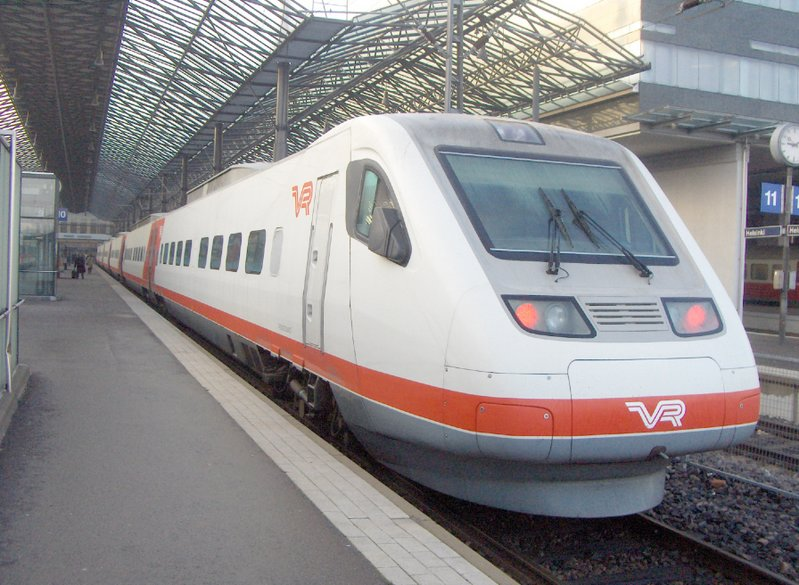
Billenőszekrényes motorvonat Helsinkiben

A nagysebességű billenőszekrényes vonat olyan vonat, mely egyesíti magában a billenőszekrényes járművek és a nagysebességű vasúti járművek technológiáját.

## Járművek
|                   | <= 200 km/h                   | 210–250 km/h                                                                                    | 260–300 km/h                                                                            | > 300 km/h                                |
| ----------------- | ----------------------------- | ----------------------------------------------------------------------------------------------- | --------------------------------------------------------------------------------------- | ----------------------------------------- |
| Nincs billentés   |                               |                                                                                                 | ETR 500 sorozat, ICE 1, ICE 2, Sinkanszen vonatok (elsősorban az N700), TGV TGV Sud-Est | AGV, TGV POS, Velaro, ICE 3, ICE V, ICE S |
| Aktív billentés   | ICE TD (Dízel), ICN, SJ X2000 | Alfa Pendular, APT, ICE T, Pendolino (ČD 680 sorozat, ETR 460 sorozat, ETR 600, S220), NSB BM73 | Acela Express, Pendolino (RENFE 104), Sinkanszen N700-as sorozat                        | Fastech 360,TGV Réseau                    |
| Passzív billentés |                               |                                                                                                 | Talgo 350                                                                               | Talgo 350                                 |

## Lásd még
- Billenőszekrényes járművek
- Nagysebességű vasút